# Maleise beer
De Maleise beer of honingbeer (Helarctos malayanus) is een beer uit Zuidoost-Azië. In Maleisië wordt de soort biroeang of broeang genoemd.

## Anatomie
Opvallend aan deze overwegend zwarte (soms grijs of roestkleurig) beer is de heldere witte of gele, halvemaanvormige vlek op de borst. De korte snuit heeft ook een heldere kleur, meestal geel of oranjeachtig. Deze gelaatskleur strekt zich meestal tot boven de ogen uit. De oren zijn klein en rond. Karakteristiek zijn verder de grote gebogen klauwen en de onbehaarde voetzolen.
Een volwassen dier kan een lichaamslengte van 120 tot 150 cm bereiken en een gewicht van tussen de 30 en 60 kg. Daarmee is de Maleise beer een van de kleinste vertegenwoordigers van de berenfamilie (Ursidae).

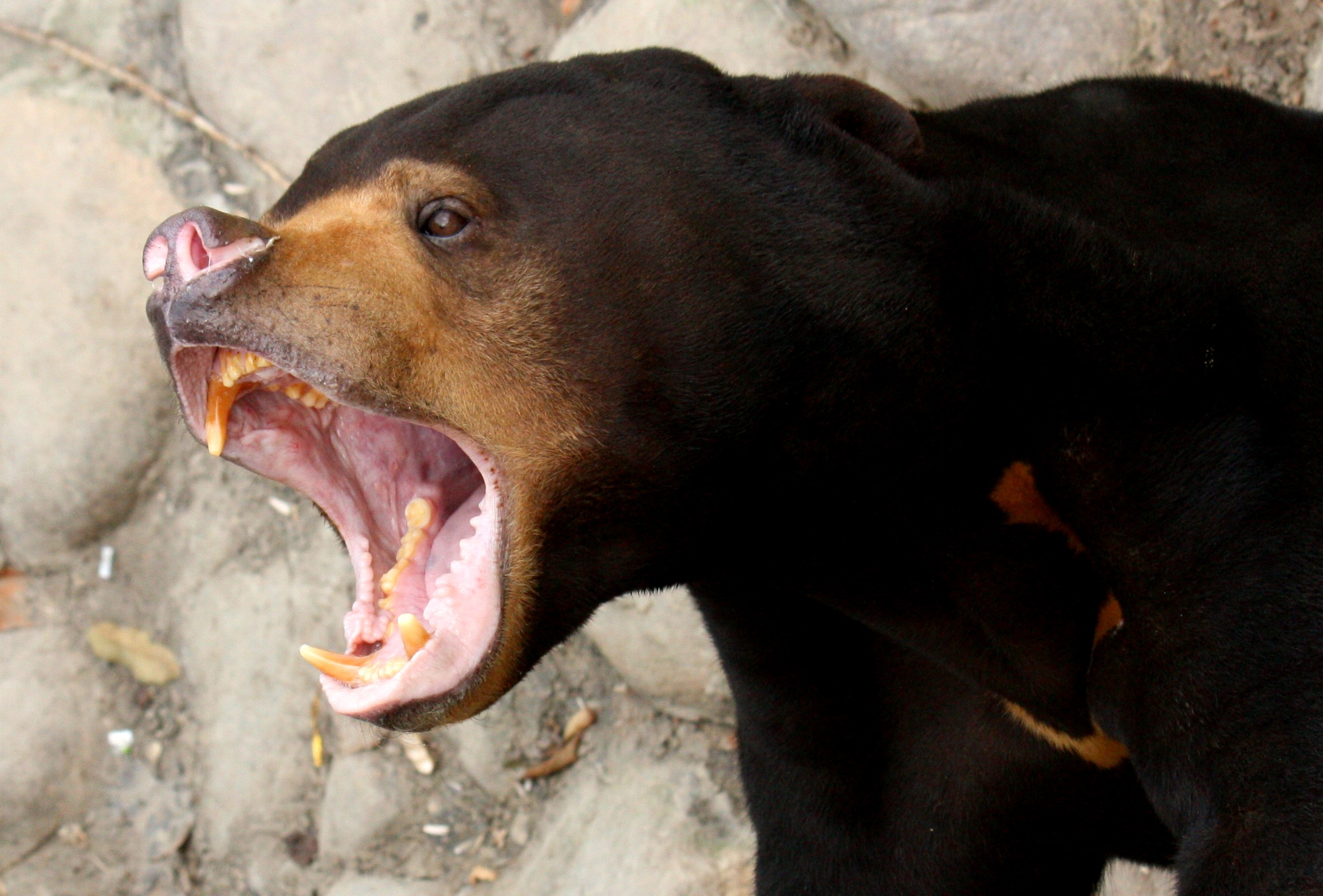
Maleise beer met open bek
Shanghai Zoo in China

## Leefgebied
De Maleise beer leeft in de tropische regenwouden van Zuidoost-Azië, van Birma, Yunnan (China) en India via Thailand, Laos, Cambodja en Vietnam tot Maleisië, Kalimantan en Sumatra (Indonesië). De soort komt er voor tot een hoogte van 3.000 meter.

## Voedsel en leefwijze
Maleise beren zijn omnivoren. Hun menu bestaat onder andere uit kleine zoogdieren, vogels, insectenlarven, termieten, eieren, vruchten, jonge scheuten, andere plantenkost en honing, vandaar de naam. 
Het zijn goede klimmers die een groot deel van de dag rustend in de boom doorbrengen. In tegenstelling tot de meeste andere beren is de Maleise beer vooral 's nachts actief. De scherpe klauwen komen bij het klimmen goed van pas. De dieren leven solitair, de jongen blijven 1 tot 2 jaar bij de moeder. Een nest bevat meestal niet meer dan drie jongen.

## Status
De populatie van de Maleise beer gaat achteruit, onder meer door de illegale jacht en de houtkap. In Singapore is de soort uitgestorven en het is onzeker of er nog een populatie in China aanwezig is. Van de IUCN kreeg de soort de status "kwetsbaar".

## Video
- Honingbeer in Surabaya Zoo in Indonesië